# Знаки поштової оплати СРСР 1923
Знаки поштової оплати СРСР 1923 — перелік поштових марок, введених в обіг поштою СРСР у 1923 році.
З 19 серпня по 1 грудня 1923 року було випущено 17 поштових марок, у тому числі 8 пам'ятних (художніх, комеморативних) та 9 стандартних першого випуску або «золотого стандарту» (1923—1927), номінал якого (на відміну від совзнаків) було надано у золотому еквіваленті. Дизайн стандартних марок відповідав останньому випуску стандартніх марок РРФСР. Тематика комеморативних марок охопила події першої виставки на терені СРСР — сільськогосподарської і кустарно-промислової виставки в Москві (1923 рік). До обігу надійшли знаки поштової оплати номіналом від 0,01 до 7,00 карбованців.
Перелік відсортований за датою введення.

## Список комеморативних марок
Перша серія з чотирьох поштових марок Союзу Радянських Соціалістичних Республік була присвячена Першої Всеросійської сільськогосподарської і промислово-кустарної виставці в Москві, представлена слайдами, яки були надруковані літографським способом на простому білому папері з зубцями і без зубців. Перші знаки поштової оплати із зазначенням держави СРСР продавалися на виставці в спеціальних поштових відділеннях протягом всього одного місяця: 15 вересня в зв'язку з введенням нових поштових тарифів їх продаж було припинено. Випуск був здійснений Головним виставковим комітетом, за угодою з Організацією Уповноваженого з філателії і бонам (особливої секцією при Всеросійському комітеті сприяння сільському господарству ВЦВК) та Народним комісаріатом пошти і телеграфів СРСР. Відомі також варіанти на сірувато-кремовом папері. Таким чином, першою емісією поштових марок СРСР стала «виставкова» серія, яка була випущена за розпорядженням радянського уряду.
| № у каталозі    | Зображення | Опис та джерело                                      | Номінал, карб. | Дата введення в обіг | Тираж   | Дизайн         |
| --------------- | ---------- | ---------------------------------------------------- | -------------- | -------------------- | ------- | -------------- |
| № 91 (Mi #224)  |            | рос. Жнец (Жнець).                                   | 1,00           | 19 серпня 1923 року  | 500 000 | Георгій Пашков |
| № 92 (Mi #225)  |            | рос. Сеятель (Сіяч).                                 | 2,00           | 19 серпня 1923 року  | 500 000 | Георгій Пашков |
| № 93 (Mi #226)  |            | рос. Трактор (Трактор).                              | 5,00           | 19 серпня 1923 року  | 500 000 | Георгій Пашков |
| № 94 (Mi #227)  |            | рос. Общий вид выставки (Загальний вигляд виставки). | 7,00           | 19 серпня 1923 року  | 500 000 | Георгій Пашков |
| № 95 (Mi #224A) |            | рос. Жнец (Жнець).                                   | 1,00           | 19 серпня 1923 року  | 100 000 | Георгій Пашков |
| № 96 (Mi #225A) |            | рос. Сеятель (Сіяч).                                 | 2,00           | 19 серпня 1923 року  | 200 000 | Георгій Пашков |
| № 97 (Mi #226A) |            | рос. Трактор (Трактор).                              | 5,00           | 19 серпня 1923 року  | 200 000 | Георгій Пашков |
| № 98 (Mi #227A) |            | рос. Общий вид выставки (Загальний вигляд виставки). | 7,00           | 19 серпня 1923 року  | 150 000 | Георгій Пашков |

## Перший випуск стандартних марок (1923—1927)
11 жовтня 1923 року надійшли до обігу перші п'ять стандартних марок номіналом в 0,01; 0,03; 0,04; 0,06 і 0,1 карб. які було надруковано літографським способом на звичайному білому папері без водяного знака та без зубців. Малюнок на поштових марках першого стандартного випуску СРСР повторював зображення на марках четвертого стандартного випуску РРФСР (1922—1923 років). Відмітна особливість поштових марок «золотого» стандарту: їх продавали на пошті за номіналом, який було встановлено котировальной комісією Московської товарної біржі відповідно до курсу дня золотого карбованця. В зв'язку з тим, що перерахунок поштових тарифів на грошові знаки протягом 1923 року проводився за курсом червонця, котрий щодня коливался і слідом відповідно змінювалися поштові тарифи, яки були виражені в радзнаках.
| № у каталозі    | Зображення | Опис та джерело                    | Номінал, карб. | Дата введення в обіг   | Тираж   | Дизайн    |
| --------------- | ---------- | ---------------------------------- | -------------- | ---------------------- | ------- | --------- |
| № 99 (Mi #228)  |            | рос. Рабочий (Робітник).           | 0,01           | 11 жовтня 1923 року    | масовий | Іван Шадр |
| № 100 (Mi #229) |            | рос. Крестьянин (Селянин)          | 0,02           | 15 листопада 1923 року | масовий | Іван Шадр |
| № 101 (Mi #230) |            | рос. Красноармеец (Червоноармієць) | 0,03           | 11 жовтня 1923 року    | масовий | Іван Шадр |
| № 102 (Mi #231) |            | рос. Рабочий (Робітник)            | 0,04           | 11 жовтня 1923 року    | масовий | Іван Шадр |
| № 103 (Mi #232) |            | рос. Рабочий (Робітник)            | 0,05           | 15 листопада 1923 року | масовий | Іван Шадр |
| № 104 (Mi #233) |            | рос. Крестьянин (Селянин)          | 0,06           | 11 жовтня 1923 року    | масовий | Іван Шадр |
| № 105 (Mi #234) |            | рос. Красноармеец (Червоноармієць) | 0,10           | 11 жовтня 1923 року    | масовий | Іван Шадр |
| № 106 (Mi #235) |            | рос. Рабочий (Робітник)            | 0,20           | 10 грудня 1923 року    | масовий | Іван Шадр |
| № 107 (Mi #236) |            | рос. Крестьянин (Селянин)          | 0,50           | 24 листопада 1923 року | масовий | Іван Шадр |

## Авіапоштові марки
Крім того, з 1 серпня 1923 року випускалися перші авіапоштові марки СРСР чотирьох номіналів в золотій валюті, розміром 21×25,5 мм на марочних аркушах (5×5 примірників на кожному аркуші). Перші авіапоштові марки СРСР були підготовлені до жовтня 1923 року, однак у зв'язку з настанням осені і припиненням польотів до весни такі знаки поштової оплати до обігу не надійшли. Навесні 1924 року у зв'язку зі зміною курсу валюти та разом з нею поштових тарифів, на марках випуску 1923 була проведена друкарська надпечатка чорного кольору нового номіналу (5; 10; 15; 20 копійок золотом). Серія вийшла в обіг тільки в травні 1924 року і використовувалася для оплати поштових відправлень, що пересилаються авіапоштою.
| № у каталозі       | Зображення | Опис та джерело                   | Номінал, карб. | Дата введення в обіг | Тираж  | Дизайн         |
| ------------------ | ---------- | --------------------------------- | -------------- | -------------------- | ------ | -------------- |
| № 203А (Mi #XVI)   |            | рос. Летящий моноплан (Моноплан). | 3,00           | 1 серпня 1923 року   | 50 000 | Ріхард Зариньш |
| № 204А (Mi #XVII)  |            | рос. Летящий моноплан (Моноплан). | 5,00           | 1 серпня 1923 року   | 50 000 | Ріхард Зариньш |
| № 205А (Mi #XV)    |            | рос. Летящий моноплан (Моноплан). | 1,00           | 1 серпня 1923 року   | 50 000 | Ріхард Зариньш |
| № 206А (Mi #XVIII) |            | рос. Летящий моноплан (Моноплан). | 10,00          | 1 серпня 1923 року   | 50 000 | Ріхард Зариньш |